# Creepy (pel·lícula)
Creepy (クリーピー 偽りの隣人, Kurīpī: Itsuwari no Rinjin, lit. Creepy, falsos veïns) és una pel·lícula de thriller japonesa del 2016 dirigifs per Kiyoshi Kurosawa, i protagonitzada per Hidetoshi Nishijima, Yūko Takeuchi, Teruyuki Kagawa, Haruna Kawaguchi, i Masahiro Higashide. Basada en la novel·la de Yutaka Maekawa del 2012, tracta d'una parella casada que descobreix els secrets del seu nou i misteriós veí. La pel·lícula es va estrenar al 66è Festival Internacional de Cinema de Berlín el 13 de febrer de 2016. Es va estrenar al Japó el 18 de juny de 2016.

## Argument
Després d'haver dimitit com a perfilador després d'una lesió, Koichi Takakura i la seva dona Yasuko es traslladen a un lloc més proper al seu nou treball com a professor universitari de psicologia criminal. En un esforç per ser amable, la Yasuko es presenta als seus dos veïns. Una d'elles és la senyora Tanaka i la seva mare al llit, que rebutja fredament qualsevol tipus d'amistat amb els Takakura. La Yasuko truca al timbre de la casa de la seva altra veïna, que viu entre els Takakura i els Tanaka, però no hi ha resposta. Quan Yasuko torna a deixar una bossa de bombons a la porta del veí del mig, apareix i s'identifica com Masayuki Nishino. La seva trobada inicial dóna a Yasuko una impressió esgarrifosa de Nishino, ja que actua de manera estranya sempre que està al seu voltant.
Mentre treballa, en Koichi s'interessa per un cas fred que implica la desaparició de tres membres d'una família que deixa només un testimoni poc fiable, Saki Honda. Un antic company de policia de Koichi anomenat Nogami li demana que ajudi a investigar. Mentre visiten l'escena del crim, Koichi i Nogami intenten parlar amb Saki, però ella es nega perquè no recorda els esdeveniments que van portar a la desaparició de la seva família. De tornada a casa, la Yasuko torna a trobar-se amb Nishino i ell li diu que viu amb la seva filla, Mio, i la seva dona; però després de dir que té ganes de conèixer-la, Nishino l'acomiada de manera grollera. Quan camina cap a casa, en Koichi s'enfronta a Nishino que diu que Yasuko és una càrrega. Tant Koichi com Yasuko tenen sentiments incòmodes sobre Nishino, però cedeixen quan es fa més amable i obert amb la seva vida.
A la universitat, Koichi i Nogami entrevisten a la Saki, que diu que abans que la seva família desaparegués, van actuar d'una manera extremadament estranya i molt diferent del que feien normalment. També recorda haver vist un home mirant-los des de la casa del veí dels Honda, el senyor Mizuta. Quan investiga la casa Mizuta, Nogami descobreix cinc cossos en descomposició embolicats en bosses de plàstic segellades. Yasuko, quan busca el seu gos, Max, es troba amb Nishino i ell intenta trobar-se amb ella. Més tard, Mio s'acosta a Koichi, qui diu que Nishino no és el seu pare, sinó un complet desconegut. Quan intenta fer-li preguntes, la Mio fuig quan Nishino torna a casa. Yasuko comença a actuar de manera erràtica, passant de períodes de malenconia a esclats emocionals. A causa d'aquest comportament, en Koichi sospita més de Nishino i truca a Nogami perquè pugui mirar-lo. Nishino convida en Nogami a entrar a casa, però en Nogami va per un passadís i obre una gran porta metàl·lica. Just quan Koichi arriba a casa, la casa Tanaka explota, i mentre intenta ajudar, s'adona que Nishino mira la televisió de manera casual.
Quan la policia investiga, en Koichi li diu un tinent més gran, Tanimoto, que hi havia tres cossos a les restes: Tanaka, la seva mare i Nogami. Desconcertat, en Koichi visita en Saki i intenta ensenyar-li una fotografia de Nishino, però ella no el recorda. Es revela que Nishino és un impostor; controla la Mio i la seva mare després d'aparentment matar el pare real de la Mio i fer-la disposar d'ell de la mateixa manera que els cadàvers de la casa Mizuka. La mare de la Mio es manté sota control mitjançant una injecció de tranquil·litzants especials, però després que Mio li hagi donat una dosi insuficient, la mare ataca a Nishino, només per ser sotmesa. Aleshores, Nishino dispara a la mare amb l'arma d'en Nogami davant de la Mio i després porta a Yasuko a la seva cambra i li mostra el cos de la mare i l'obliga a ajudar en Mio a eliminar el cos. Koichi torna a casa i se sorpren quan Mio entra. Ell li pregunta on és Yasuko, però és interromput per Nishino que té la clau de casa de Yasuko. Koichi ataca Nishino, però la policia arriba i deté en Koichi.
Tanimoto parla amb Koichi i fa que en Nishino vagi a la comissaria. Descobreixen que Nishino ha marxat i tots dos condueixen a la casa d'en Nishino. Tanimoto descobreix la cambra, però és incapacitat per Nishino. Koichi entra a la cambra i troba Yasuko i Tanimoto, però s'enfronta a Nishino que sosté Yasuko a punta de pistola. Nishino revela a Koichi que li ha rentat el cervell a Yasuko i Mio amb drogues, i assegura en Koichi que la Yasuko és seva. Koichi s'adona que Nishino es mou de família en família, rentant-los el cervell i, finalment, els fa matar els uns als altres. Ell aconsegueix parlar amb Yasuko i aconsella a Nishino pels seus crims, però en Koichi és injectat de sobte per Yasuko, i se'n van amb Nishino, Mio i Max.
Els cinc arriben a un edifici abandonat, on Nishino busca una altra "llar". Considerant que Max és un equipatge innecessari, Nishino treu el Koichi drogat del cotxe i l'insta a matar en Max. Koichi li diu a Nishino que "aquí és on caus", i ràpidament es gira i dispara a Nishino. Lliure del seu rentat de cervell, Mio celebra amb Max, i la Yasuko, entenent el que van passar ella i en Koichi, es llença als seus braços.

## Repartiment
- Hidetoshi Nishijima com a Koichi Takakura
- Yūko Takeuchi com a Yasuko Takakura
- Teruyuki Kagawa com a Nishino
- Haruna Kawaguchi com a Saki Honda
- Masahiro Higashide com a Nogami
- Ryōko Fujino com a Mio
- Toru Baba com a Matsuoka
- Takashi Sasano com a Tanimoto
- Masahiro Toda com a Okawa

## Producció
El rodatge va començar l'1 d'agost de 2015, i va finalitzar el 4 de setembre de 2015.

## Llançament
La pel·lícula es va estrenar al 66è Festival Internacional de Cinema de Berlín el 13 de febrer de 2016. Va ser llançat al Japó el 18 de juny de 2016.

## Recepció
Al lloc web de l'agregador de ressenyes Rotten Tomatoes, la pel·lícula té una puntuació d'aprovació del 91%, basada en 47 ressenyes, i una puntuació mitjana de 7,16/10. El consens crític del lloc web diu: "Creepy està a l'altura del seu títol amb una barreja de suspens i completament inquietant, per no parlar d'una bona interpretació, de procediment criminal i drama domèstic." A Metacritic, la pel·lícula ha rebut una mitjana ponderada de 76 sobre 100, basada en 13 crítics, que indica "crítiques generalment favorables".
Deborah Young de The Hollywood Reporter va escriure que amb Creepy, "Kiyoshi Kurosawa torna de les tasques d'autor a l'horror clàssic que el va convertir en un nom de culte" La crítica de The New York Times Manohla Dargis va elogiar la pel·lícula, escrivint , "Creepy certament funciona —es veu i se sent— com una pel·lícula de terror, però també té els enigmes d'una història de detectius, els corrents emocionals d'un drama domèstic i el pols accelerat d'un thriller psicològic, una combinació que crea una mena de desestabilització." Rob Staeger de The Village Voice també va elogiar la pel·lícula i va destacar l'actuació de Teruyuki Kagawa, escrivint: "Les actuacions són atractives per tot arreu, però Kagawa destaca: el seu Nishino, d'alguna manera tan covard com sinistre, recorda el nerviosisme greixós de Peter Lorre." Chuck Bowen de Slant Magazine va donar a la pel·lícula 3 de 4 estrelles, comentant que "Creepy és una obra magistral de suspens, però en definitiva segueix sent un exercici; la pel·lícula no acaba de fer el salt al regne gloriosament irracional de l'empàtic i transcendent."